# 카를 멩거
카를 멩거(독일어: Carl Menger, 1840년 2월 23일 ~ 1921년 2월 26일)는 오스트리아와 폴란드의 경제학자이다.

## 생애
카를 멩거는 오스트리아 제국의 갈리치아(현재의 폴란드)에 위치한 노비송치에서 귀족 가문의 아버지와 보헤미아 상인의 딸인 어머니 사이에서 3남 중 첫째로 태어났다. 그의 아들인 카를 멩거(Karl Menger)는 수학자로 활동했다. 할아버지의 소유지에서 어린 시절을 보냈으며 애덤 스미스, 몽테스키외, 장 바티스트, 루이스 세이 등의 작품을 즐겨 읽었다고 한다.
1859년 김나지움을 졸업한 후 비엔나 대학교에서 법과 사회과학에 대해 연구했던 그는 1860년부터 1863년까지 프라하의 카렐 대학교에서 학업을 이어나갔다. 야기에우워 대학교에서 법학박사 학위를 준비하면서 1865년부터 1866년까지 우크라이나 리비우의 《렘베르거 차이퉁》(Lemberger Zeitung), 정부 신문이었던 《비너 차이퉁》(Wiener Zeitung)에서 취재와 시장 분석을 담당하는 보조 기자로 근무했던 그는 1867년 법학박사 학위를 따는 데 성공한다.

## 경제학

### 경제학적 방법론
그는 경제학적 방법론에서 분석적 논리의 중요성을 강조했는데, 경험적인 사실을 중시하는 쿠스타프 폰 슈몰러와의 논쟁을 하기도 했었다. 멩거는 선험적 이성을 중시한 반면 슈몰러는 경험적 사실을 중시했다. 멩거의 이러한 주장은 선험주의라는 경제학적 방법론으로 계승되었다.

### 주관주의
경제는 인간만이 생각하고 판단하기에 이를 다루는 경제학은 자연과학과 달라야 한다고 주장했다. 그런 현상들은 개인의 행동 결과라는 이유에서다. 그런 각 개인의 행동을 결정하는 것은 경제 환경에 대한 그들 각자의 지식이고 그 지식은 각 개인들에게 고유하다는 의미에서 주관적이므로 가격 수준의 변동은 개인의 주관적 행동의 결과라는 것이 멩거의 주장이다. 그러므로 자유와 책임은 한 나라의 전반적 발전을 위한 기초이고 그래서 정부는 이 원칙을 지켜야 한다고 주장했던 멩거는 새로운 경제학 인식체계로 주관주의를 제시했다.
전통적인 가격이론은 노동투입량의 변화를 통해 가격변동을 설명할 수 있다는 애덤 스미스의 노동가치론이었다. 하지만 멩거는 그런 생산비용과 관계없이 밀이나 아연의 가격이 변동한다는 것을 확인했다. 이에 대해 멩거는 어떤 상품의 가격 상승은 생산을 위한 노동량이 증가했거나 원자재 값이 올랐기 때문이 아니라 소비자들이 그 상품의 가치를 높이 평가하기 때문이라고 주장했다.

### 자생적 질서
시장가격과 시장현상은 통치자가 계획해서 만든 것이 아니라 자신의 목적을 추구하는 사람들의 주관적인 행동으로 의도치 않게 생겨난 자생적 질서라고 주장했다. 시장을 보는 시각을 생산에서 소비로 바꾼 그는, 생산의 최종 목적은 소비이며 시장은 소비자 중심 사회인 동시에 소비자의 주관적 행동에 의해 움직인다고 보았다. 이런 맥락에서 그는 화폐가 통치자에 의해 만들어진 것이 아닌 상품의 거래 과정에서 자생적으로 생겨났다고 주장했다.

## 철학

### 아리스토텔레스주의
멩거의 사상은 그의 루돌프 황태자에 대한 가정교육 경력으로 대표되는 합스부르크 왕가의 지원과 교육기관의 커리큘럼에 편입된 최초의 아리스토텔레스적인 관점을 가진 대중철학이다. 이런 멩거의 사상은 하이에크와 미제스에게 영향을 주었다는 평가를 받는다.

## 같이 보기
- 주관주의
- 오스트리아 학파
- 아리스토텔레스주의